# Феофан (Колоколов)
Феофан (Колоколов) (в миру Феодор (Фёдор) Колоколов) — иеромонах Русской православной церкви, переводчик и педагог.

## Биография
О детстве и мирской жизни Феодора Колоколова сведений практически не сохранилось, да и последующие биографические данные о нём очень скудны и отрывочны. Известно, что обучался в Троицкой лаврской семинарии, по окончании которой в 1777 году оставлен был в ней учителем. 
В 1779 году Феодор Колоколов был переведен преподавателем в Новгородскую духовную семинарию. 
8 марта 1780 года Феодор Колоколов был пострижен в монашество с именем Феофан и вскоре за тем посвящен в иеромонахи. 
13 декабря 1784 года, по ходатайству московского митрополита Платона (Левшина), он был определен Священным Синодом в проповедники Московской духовной академии, где состоял до 11 февраля 1787 года, когда по представлению академии, как неспособный нести далее проповедническую должность, уволен был митрополитом Платоном в число братии Новоспасского монастыря. В девяностых годах он был уже в числе братии Калужского Лаврентьева монастыря. Дальнейшая судьба Феофана Колоколова неизвестна. 
Им переведены с латинского языка «Посрамленный безбожник и натуралист», сочинение А. Риделия (Москва, 1787 г.) и «Библейский словарь» (Москва, 1787 год, 2 части) и составлено обширное, в 3-х частях, сочинение — «Картина древности, или Исторические любопытные примечания, содержащие в себе различные относящиеся до наук и художеств сочинения, объясняющие… древность и наипаче историю мира, свойства стран и народов… торговлю и промыслы и проч.» (Калуга, 1793—1794 гг.).